# Desiccatie

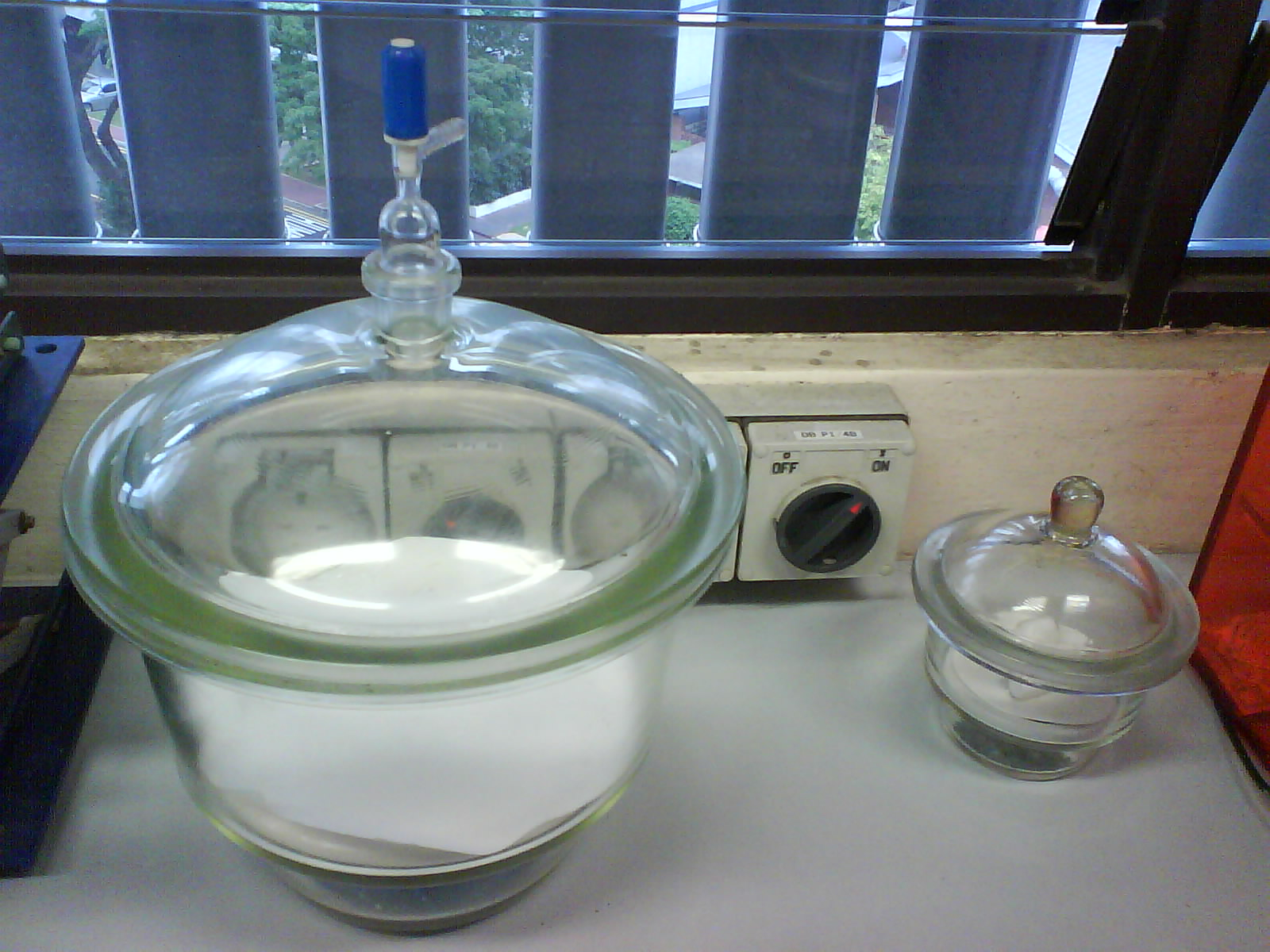
Een vacuümdesiccator (links) en een gewone desiccator, zoals gebruikt in het laboratorium.

Desiccatie (van het Latijnse siccari, droog worden) is extreme droogte of het proces van extreme uitdroging.
In scheikundige context onttrekt een droogmiddel hierbij water aan een bepaalde substantie en houdt dat water ook vast, meestal door het als kristalwater te binden of door opslag in poriën van bijvoorbeeld zeolieten.

## Desiccator
Een desiccator is een gesloten omgeving (typisch een glazen of plastic container) waarin een bepaalde hoeveelheid materie kan worden gedroogd. Daartoe wordt in de container een hoeveelheid droogmiddel, zoals silicagel, natriumhydroxide of calciumchloride, aangebracht. Tal van hygroscopische verbindingen of verbindingen die hevig met water kunnen reageren (zoals lithiumaluminiumhydride of calciumcarbide) worden bewaard in zo'n desiccator.